# ЗЕПС
ЗЕПС је зенички привредни сајам (од те дефиниције потиче и назив, акроним, али користи се и пуни назив: Зенички привредни сајам, енгл. Zenica International Fair). Одржава се почетком октобра сваке године и највећи је сајам у Босни и Херцеговини. Представља окупљање произвођача и трговаца, купаца и потрошача те инвеститора, као и обичних посетилаца које занима привреда.
Чине га излагачки део, али и конференције и панел-дискусије о разним темама. Подељен је у два дела:
- Међународни сајам метала „ЗЕПС Интерметал”, енгл. International Metal Fair ZEPS Intermetal (машине, алати опрема, материјали); и
- Генерални БХ сајам „ЗЕПС”, енгл. General B&H Fair ZEPS (малопродаја).

Одржава се на Камберовића пољу (Камберовића чикма бб) у организацији ДД Пословни систем РМК, предузећа из Кучуковића. До сада је одржано 25 ЗЕПС-ова (15 Интерметала), али 16. је отказан 2019. године због „неповољних околности у организацији” када је одржана само 26. малопродаја.
До сада је имао преко два милиона посетилаца, а излагача буде из 20—30 земаља. Неке од многобројних компанија и установа које су излагањем или другачије узеле учешћа на ЗЕПС-у су: Сарајевска пивара, ТВ1, Клас, IUS и др. (Сарајево); Алми, ЗИМ и др. (Зеница)... Директорка сајма је Снежанка Јоњић (2019).